# Донахью, Кристофер Тодд
Кристофер Тодд Донахью (англ. Christopher Todd Donahue; род. 13 августа 1969, Чемберсберг, Франклин, Пенсильвания, США) — американский военный деятель, генерал Армии США, командир 82-й воздушно-десантной дивизии (2020—2022). Известен как последний американский военнослужащий, покинувший Афганистан в ходе вывода войск США из этой страны.

## Биография
Кристофер Тодд Донахью родился 13 августа 1969 года в Чемберсберге, округ Франклин, штат Пенсильвания. Окончил старшую среднюю школу Чемберсберга, где хорошо учился и играл в футбол.
По окончании в 1992 году Военной академии США в Вест-Пойнте в звании второго лейтенанта Донахью был зачислен на военную службу в Армии США. За время службы в пехоте он прошёл последовательный путь от командира роты до командира бригады. В частности, служил командиром взвода в Корее и на базе Форт-Полк, штат Луизиана, а затем командиром 3-го батальона 75-го полка рейнджеров на базе Форт-Беннинг, штат Джорджия. После повышения в звании до капитана Донахью был командиром стрелковой роты в 5-м батальоне 87-го пехотного полка на базе Форт-Кобб в Панаме, а затем помощником начальника оперативного отделения, командиром стрелковой и штабной роты 2-го батальона 75-го полка рейнджеров.
Впоследствии Донахью был переведён в Вашингтон, округ Колумбия, где работал помощником заместителя председателя Объединённого комитета начальников штабов генерала Ричарда Майерса. В 2001 году, после нападения террористов на башни Всемирного торгового центра в Нью-Йорке, в силу того, что председатель ОКНШ генерал Генри Шелтон находился в самолёте за пределами США и не мог оперативно управлять ситуацией, руководство комитетом принял на себя Майерс. Донахью стал фактически вторым человеком в американской военной иерархии, находясь в Пентагоне и пережив вместе с Майерсом третью террористическую атаку, уже на здание министерства обороны, после чего была начата война в Афганистане.
В дальнейшем Донахью занимал посты помощника начальника оперативного отделения, начальника оперативного отделения и начальника штаба эскадрона, командира отделения по отбору и обучению войск, командира эскадрона, заместителя командира бригады поддержки при Командовании специальных операций Армии США на базе Форт-Брэгг, штат Северная Каролина. Затем он был начальником оперативного управления Совместного командования специальных операций США, а потом — заместителем командующего (по манёврам) 4-й пехотной дивизии на базе Форт-Карсон, штат Колорадо. В силу отсутствия подробной информации о кадровом продвижении и местах службы Донахью, ряд обозревателей предполагают, что он мог командовать 1-м оперативным отрядом спецназа, более известным как «Дельта», и принимал личное участие в боях в Ираке и Афганистане.
Донахью окончил базовые и продвинутые курсы пехотных офицеров, Военно-морской колледж, курс Военного колледжа Армии США при Гарвардском университете, а также Национальный оборонный университет. Совершил 17 командировок в Афганистан, Ирак, Сирию, Северную Африку и Восточную Европу, в том числе принял участие в операции «Атлантическая решимость». В 2016 году Донахью был повышен до бригадного генерала, получив своё первое однозвёздное звание. В 2017 году назначен на пост коменданта Пехотной школы Армии США на базе Форт-Беннинг, где прослужил до 2018 года, будучи также руководителем функциональной группы солдатской летальности. В дальнейшем был заместителем директора по специальным операциям и борьбе с терроризмом (J-3) Объединённого комитета начальников штабов в Вашингтоне, а также командующим Объединенной целевой группой специальных операций в Афганистане, приняв участие в операции «Страж свободы».

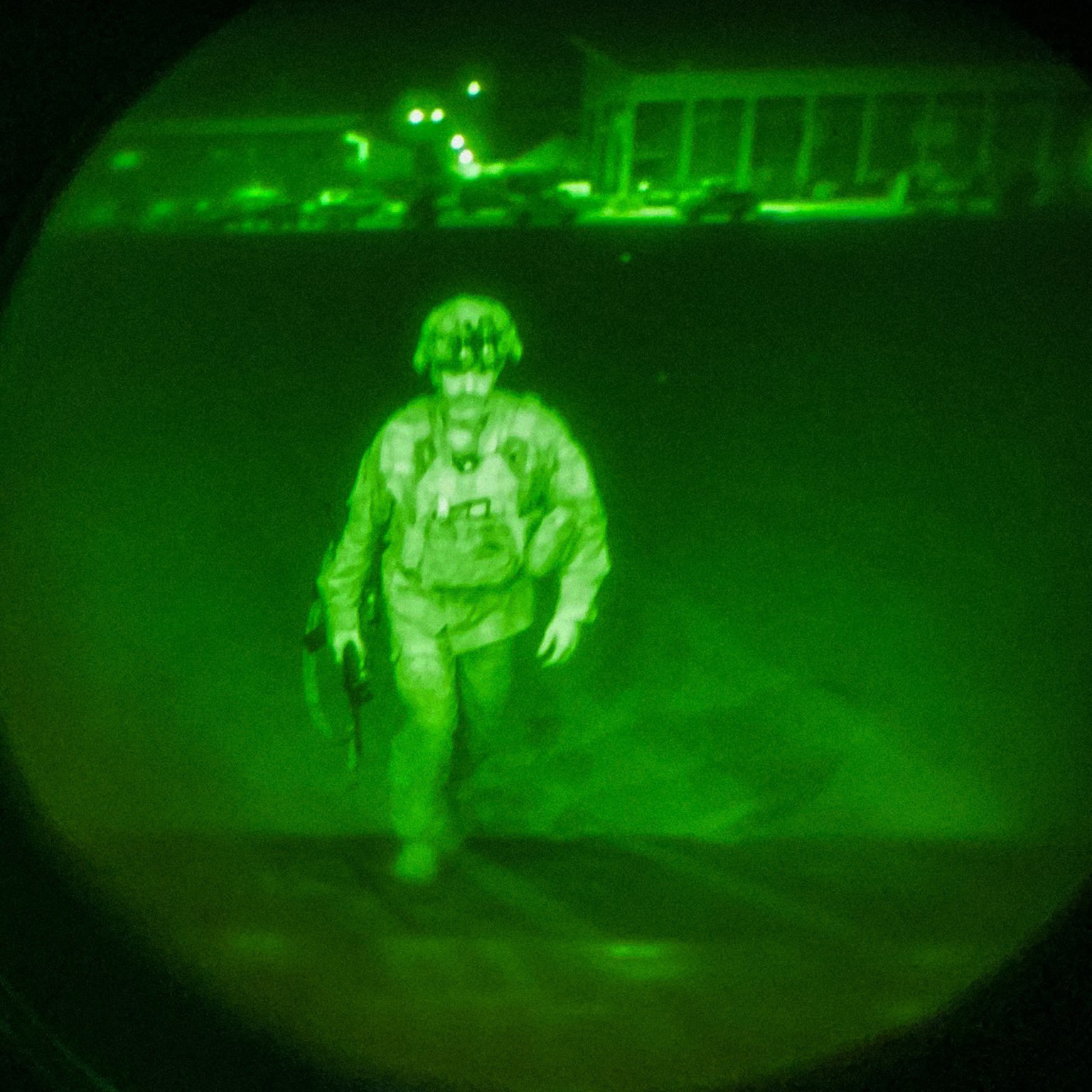
Генерал-майор Донахью входит на последний борт, вылетающий из Афганистана, 30 августа 2021 года

В 2020 году в звании генерал-майора Донахью стал командиром 82-й воздушно-десантной дивизии, сменив генерал-майора Джеймса Мингуса. В 2021 году вместе с подчинёнными войсками был отправлен в Афганистан, где принял участие в выводе войск США из страны. После захвата Кабула террористами Донахью осуществлял оперативное руководство войсками на месте в районе подконтрольного американцам аэропорта, что стало для него 18-й боевой операцией. Удостоверившись, что все солдаты эвакуированы, Донахью вместе с американским послом Россом Уилсоном убыл из страны на самолёте «Boeing C-17 Globemaster III», последнем вылетевшем из международного аэропорта Кабула имени Хамида Карзая. Таким образом, Донахью стал последним американским военнослужащим, покинувшим Афганистан, что положило таким образом конец самой долгой войне в американской истории, начавшейся в 2001 году и продлившейся 20 лет. Фотография, запечатлевшая Донахью в момент посадки на самолёт, стала символом окончания войны. Фотографию сделал мастер-сержант Алекс Бёрнетт, у которого на это было несколько секунд перед заходом в самолёт.

## Награды
Медаль «За отличную службу» с пучком дубовых листьев, орден «Легион почёта» с двумя пучками дубовых листьев, медаль «Бронзовая звезда» с литерой «V» и четырьмя пучками дубовых листьев, медаль «За похвальную службу» министерства обороны, медаль «За похвальную службу» с пучком дубовых листьев, Похвальная медаль Объединённого командования с пучком дубовых листьев, Похвальная медаль Армии с пучком дубовых листьев, Армейская медаль «За успехи», медаль «За службу национальной обороне» с одной бронзовой звездой службы, медаль «За Иракскую кампанию» с одной серебряной и одной бронзовой звёздами службы, медаль «За кампанию в Афганистане» с двумя бронзовыми звёздами службы, медаль операции «Непоколебимая решимость» с одной бронзовой звездой службы, медаль «За службу в экспедиционных войсках глобальной войны с терроризмом», медаль «За участие в глобальной войне с терроризмом», медаль «За службу в вооружённых силах», медаль «За защиту Кореи», Лента армейской службы, медаль НАТО за службу в Международных силах содействия безопасности, Армейская лента службы за границей с наградной цифрой «4», Президентская благодарность подразделению Армии, Единая награда подразделению, Награда подразделению за доблесть, Похвальная благодарность подразделению, Награда лучшему подразделению, значок боевого пехотинца, шеврон рейнджера, знак мастера-парашютиста, знак военного парашютиста свободного падения, знак воздушного штурмовика, знак парашютиста Гондураса.

## Личная жизнь
Женат на Девон Донахью, у них пятеро детей — Аланна, Амир, Закари, Хэйли и Джозеф.